# 玛迪亚斯·恩泽索
玛迪亚斯·恩泽索（Madias Nzesso，1992年4月20日—），喀麦隆、英国女子举重运动员，曾获得2010年非洲举重锦标赛女子75公斤级金牌、2012年非洲举重锦标赛女子75公斤级金牌、2019年递补获得2012年夏季奥林匹克运动会女子75公斤级铜牌。伦敦奥运后，她多年未参加比赛，直到后来归化至英国，2023年首次参加英国全国锦标赛，2024年在英联邦举重锦标赛上完成自己归化后的国际比赛首秀。